# Erich Herter
Erich Herter (* 1920 in Heidenheim; † 1991) war ein deutscher Maler und Werbegrafiker.

## Leben
Nach dem Zweiten Weltkrieg studierte Herter von 1945 bis 1948 Pressezeichner und Buchillustrator an der Kunstakademie Stuttgart.

## Werk
Mit seinen Gemälden ist er ein Vertreter der abstrakten Malerei. Seine Werke waren teilweise stilbildend für später entstandene Werke von Malern wie Marino Marini (1901–1980). Einige seiner Werke werden heute im Heimatmuseum Heidenheim an der Brenz ausgestellt.